# Zangia (schimmel)
Zangia is een geslacht van schimmels behorend tot de familie Boletaceae. De typesoort is Zangia roseola. Het geslacht werd voor het eerst in 2011 beschreven.

## Soorten
Volgens Index Fungorum bevat het geslacht zes soorten (peildatum december 2021):
| Soortnaam              | Auteur(s)                               | Publicatiejaar |
| ---------------------- | --------------------------------------- | -------------- |
| Zangia chlorinosma     | (Wolfe & Bougher) Y.C. Li & Zhu L. Yang | 2011           |
| Zangia citrina         | Y.C. Li & Zhu L. Yang                   | 2011           |
| Zangia erythrocephala  | Y.C. Li & Zhu L. Yang                   | 2011           |
| Zangia olivacea        | Y.C. Li & Zhu L. Yang                   | 2011           |
| Zangia olivaceobrunnea | Y.C. Li & Zhu L. Yang                   | 2011           |
| Zangia roseola         | (W.F. Chiu) Y.C. Li & Zhu L. Yang       | 2011           |